# Шантель Вансантен
Шантель Івонн Вансантен (англ. Shantel Yvonne VanSanten, нар. 25 липня 1985) — американська модель і акторка. Як модель була відзначена в журналах Teen Vogue і Seventeen. На телебаченні відома роллю Куїнн Джеймс в т/с Школа виживання і Віри Баклі в т/с Посланці. Знімалася у фільмах Пункт призначення 4, Ти і я, і Щось зле.

## Життєпис
Народилася 25 липня 1985 в Луверні, Міннесота. Вона голландського і норвезького походження. Зростала в Далласі, штат Техас, де відвідувала колледж для дівчаток у Х'юстоні і Техаський християнський університет в Форт-Ворті, штат Техас. Вансантен розпочала модельну кар'єру у віці 15 років для управління Page Parkes.

### Кар'єра
Вперше з'явилася як фіналістка на каналі NBC в реаліті-шоу. У 2007 р. було оголошено, що вона підписалась на роль у фільмі-адаптації роману Ти і я. Зйомки проходили протягом 2007 р. в Лос-Анджелесі та Москві. Разом із нею знімався Міша Бартон, прем'єра в Росії — 25 січня 2011 р., і в США рік потому.
У 2009 р. з'явилася в ролі Лорі Мілліган у х/ф Пункт призначення 4. У тому ж році Вансантен обрана на регулярну роль сьомого сезону т/с Школа виживання. Роль Шантель тривала до серії дев'ятого і заключного сезону.

## Фільмографія
| Рік       |    | Українська назва          | Оригінальна назва     | Роль           |
| --------- | -- | ------------------------- | --------------------- | -------------- |
| 1999      | мс | Сталевий ангел Курумі     | Steel Angel Kurumi    | Каорі          |
| 2005      | тф | Три мудреці               | Three Wise Guys       | Дівчина        |
| 2006      | ф  | Дикий дух                 | Savage Spirit         | Лорі           |
| 2008      | ф  | Ти і я                    | You and I             | Дженні Сойєр   |
| 2008      | ф  | Відкриті двері            | The Open Door         | Дочка          |
| 2009      | ф  | Пункт призначення 4       | The Final Destination | Лорі Мілліган  |
| 2009      | с  | Місце злочину: Нью-Йорк   | CSI: NY               | Тара Габіс     |
| 2009—2012 | с  | Школа виживання           | One Tree Hill         | Квін Джеймс    |
| 2011      | ф  | У моїй кишені             | In My Pocket          | Софі           |
| 2011      | ф  | Пам'ять                   | Remembrance           | Ребекка Левіне |
| 2012      | тф | Золоте Різдво             | A Golden Christmas 3  | Гезер Гартлі   |
| 2013      | с  | Красуня і чудовисько      | Beauty & the Beast    | Тейлор         |
| 2013      | с  | Болота                    | The Glades            | Джекі          |
| 2014      | ф  | Не подавай виду           | Something Wicked      | Крістін        |
| 2014      | с  | Злочинні зв'язки          | Gang Related          | Джессіка Чапел |
| 2015      | с  | Нічна зміна               | The Night Shift       | Хлоя           |
| 2015      | с  | Посланці                  | The Messengers        | Вера Баклі     |
| 2015—2016 | с  | Флеш                      | The Flash             | Петті Співот   |
| 2016      | с  | Година пік                | Rush Hour             | Вікторія       |
| 2016      | с  | Поза часом                | Timeless              | Кейт Друммонд  |
| 2016—2018 | с  | Стрілець                  | Shooter               | Джулія Суєггер |
| 2017      | ф  | Кохання розквітає         | Love Blossoms         | Вайолет Чапел  |
| 2018      | с  | Скорпіон                  | Scorpion              | Емі Бректед    |
| 2019      | вг | Apex Legends              | Apex Legends          | Рейф           |
| 2019—2024 | с  | Хлопаки                   | The Boys              | Бекка Батчер   |
| 2019—2023 | с  | Заради всього людства     | For All Mankind       | Карен Балдвін  |
| 2022      | ф  | Американський вбивця      | American Murderer     | Джеймі Браун   |
| 2022—2024 | с  | ФБР                       | FBI                   | Ніна Чейз      |
| 2023      | с  | ФБР: За кордоном          | FBI: International    | Ніна Чейз      |
| 2023—2024 | с  | ФБР: Найбільш розшукувані | FBI: Most Wanted      | Ніна Чейз      |
| 2024      | мс | Невразливий               | Invincible            | Анісса         |